# ワンアール
株式会社ワンアール（英称:One-R INC.）は、東京都新宿区に本社を置き、インターネット広告代理店事業を主とする日本の企業である。

## 沿革
- 2005年7月 - インターネット広告代理業,WEB及びモバイルシステムの設計、及び開発を主目的として設立。
- 2008年6月5日 - SNS型オンラインRPG「不良の花道」をリリース。
- 2009年3月 - 「不良の花道」ユーザー数10万人を突破。
- 2009年9月 - 「不良の花道」ユーザー数20万人を突破。
- 2009年9月28日 - ポイントサービス　ポイントオンラインをリリース。
- 2009年9月28日 - オンラインゲームを展開している株式会社ゲームポットとポイントオンラインにて業務提携。
- 2009年12月9日 - オンラインゲームを展開しているアラリオ株式会社とポイントオンラインにて業務提携。
- 2010年1月20日 - オンラインゲームを展開している株式会社YNKJAPANとポイントオンラインにて業務提携。
- 2010年2月8日 - オンラインゲームを展開している株式会社ガマニアデジタルエンターテインメントとポイントオンラインにて業務提携。
- 2010年2月13日 - 事業拡大につき本社を新宿区四谷四丁目に移動。
- 2010年5月10日 - 「不良の花道 for mixi」をリリース。
- 2010年5月18日 - オンラインゲームを展開している株式会社ゲームヤロウとポイントオンラインにて業務提携。

### サービス公式サイト
- 不良の花道
- ポイントオンライン